# Чуапа
Чуапа (фр. Tshuapa) - провінція Демократичної Республіки Конго, розташована на північному заході країни. Адміністративний центр - місто Боенде.

## Географія
До конституційної реформи 2005 року Чуапа була частиною колишньої Екваторіальної провінції. По території провінції протікає річка Конго.
Населення провінції - 1 316 855 чоловік (2005) .

## Території
- Бефале[en]
- Боенде
- Бокунго[en]
- Джолу[en]
- Ікела[en]
- Монкото[en]